# 대한민국의 고위공무원 목록
이 문서는 「대한민국헌법」과 「정부조직법」 및 기타 법령에 따른 국회, 정부(행정부), 법원, 헌법재판소, 선거관리위원회 및 지방정부의 고위공무원 목록을 나타낸 것이다.

## 국가원수
- 대통령

## 헌법기관장 및 국무총리
- 국회의장
- 대법원장
- 헌법재판소장
- 국무총리
- 중앙선거관리위원회 위원장

## 부총리 및 부총리급 공무원
- 감사원장
- 국회부의장 (2명)
- 부총리
  - 경제부총리
  - 사회부총리
- 민주평화통일자문회의 수석부의장[1]

## 장관 및 장관급 공무원

### 국회 소속기관
- 국회 위원회 위원장
  - 국회운영위원회 위원장
  - 법제사법위원회 위원장
  - 정무위원회 위원장
  - 기획재정위원회 위원장
  - 과학기술정보방송통신위원회 위원장
  - 교육위원회 위원장
  - 문화체육관광위원회 위원장
  - 외교통일위원회 위원장
  - 국방위원회 위원장
  - 행정안전위원회 위원장
  - 농림축산식품해양수산위원회 위원장
  - 산업통상자원중소벤처기업위원회 위원장
  - 보건복지위원회 위원장
  - 환경노동위원회 위원장
  - 국토교통위원회 위원장
  - 정보위원회 위원장
  - 여성가족위원회 위원장
  - 예산결산특별위원회 위원장
- 국회사무총장

### 행정부 소속기관
- 국가정보원장
- 대통령비서실장
  - 정책실장
- 국가안보실장
- 방송통신위원회 위원장

- 개인정보 보호위원회 위원장
- 국무조정실장
- 공정거래위원회 위원장
- 금융위원회 위원장
- 국민권익위원회 위원장
- 국가보훈처장

- 과학기술정보통신부 장관
- 외교부 장관
- 통일부 장관
- 법무부 장관
  - 검찰총장
- 국방부 장관
- 행정안전부 장관
- 국가보훈부 장관
- 문화체육관광부 장관
- 농림축산식품부 장관
- 산업통상자원부 장관
- 보건복지부 장관
- 환경부 장관
- 고용노동부 장관
  - 중앙노동위원회 위원장
- 여성가족부 장관
- 국토교통부 장관
- 해양수산부 장관
- 중소벤처기업부 장관

- 국립대학교 총장
  - 강원대학교 총장
  - 충북대학교 총장
  - 충남대학교 총장
  - 전북대학교 총장
  - 전남대학교 총장
  - 경북대학교 총장
  - 부산대학교 총장
  - 경상국립대학교 총장
  - 제주대학교 총장
  - 강릉원주대학교 총장
  - 공주대학교 총장
  - 군산대학교 총장
  - 목포대학교 총장
  - 부경대학교 총장
  - 순천대학교 총장
  - 안동대학교 총장
  - 창원대학교 총장
  - 서울과학기술대학교 총장
  - 한국교원대학교 총장
  - 한국교통대학교 총장
  - 한국방송통신대학교 총장
  - 한국해양대학교 총장
  - 한국예술종합학교 총장

- 재외공관장
  - 미국 주재 대한민국 대사
  - 중국 주재 대한민국 대사
  - 일본 주재 대한민국 대사
  - 러시아 주재 대한민국 대사
  - UN 주재 대한민국 대사

- 국군
  - 합동참모의장
  - 육군참모총장
  - 해군참모총장
  - 공군참모총장
  - 지상작전사령관
  - 제2작전사령관
  - 한미연합군사령부 부사령관

- 독립기관
  - 국가인권위원회 위원장

### 대법원 소속기관
- 대법관 (대법원장을 제외한 13명)

### 헌법재판소 소속기관
- 재판관 (헌법재판소장을 제외한 8명)
- 사무처장

### 선거관리위원회 소속기관
- 중앙선거관리위원회 상임위원
- 중앙선거관리위원회 사무총장

### 지방정부
- 서울특별시장
  - 서울시립대학교 총장

## 차관 및 차관급 공무원

### 국회 소속기관
- 국회의원 (국회의장 1명, 국회부의장 2명, 위원장 18명을 제외한 279명)
- 국회의장비서실장
- 국회사무처 차장
  - 국회사무처 입법차장
  - 국회사무처 사무차장
- 국회도서관장
- 국회예산정책처장
- 국회입법조사처장

### 행정부 소속기관
- 감사원 소속
  - 감사위원 (감사원장을 제외한 6명)
  - 사무총장
- 국가정보원 소속
  - 차장 (3명)
  - 기획조정실장
- 대통령비서실 소속
  - 수석비서관 및 기획관
    - 정무수석비서관
    - 시민사회수석비서관
    - 홍보수석비서관
    - 경제수석비서관
    - 사회수석비서관
    - 미래전략기획관
    - 인사기확관
- 국가안보실 소속
  - 차장 (3명)
- 대통령경호처 소속
  - 처장
- 방송통신위원회 소속
  - 부위원장
  - 상임위원 (부위원장을 제외한 3명)
- 민주평화통일자문회의 소속
  - 사무처장
- 특별감찰관실 소속
  - 특별감찰관
- 개인정보 보호위원회 소속
  - 상임위원

- 국무조정실 소속
  - 차장 (2명)
- 국무총리비서실 소속
  - 실장
- 공정거래위원회 소속
  - 부위원장
- 금융위원회 소속
  - 부위원장
- 국민권익위원회 소속
  - 부위원장 (3명)
- 원자력안전위원회 소속
  - 위원장
- 인사혁신처 소속
  - 처장
  - 국가공무원인재개발원장
  - 소청심사위원회 위원장
- 법제처 소속
  - 처장
- 식품의약품안전처 소속
  - 처장
- 사행산업통합감독위원회 소속
  - 위원 (위원장 1명과 당연직 위원 4명을 제외한 10명)

- 기획재정부 소속
  - 차관 (2명)
- 교육부 소속
  - 차관
  - 국사편찬위원회 위원장
  - 금오공과대학교 총장
  - 목포해양대학교 총장
  - 한경대학교 총장
  - 한밭대학교 총장
  - 한국전통문화대학교 총장
  - 한국체육대학교 총장
  - 경인교육대학교 총장
  - 공주교육대학교 총장
  - 광주교육대학교 총장
  - 대구교육대학교 총장
  - 부산교육대학교 총장
  - 서울교육대학교 총장
  - 전주교육대학교 총장
  - 진주교육대학교 총장
  - 청주교육대학교 총장
  - 춘천교육대학교 총장
  - 강원대학교 부총장
  - 충북대학교 부총장
  - 충남대학교 부총장
  - 전북대학교 부총장
  - 전남대학교 부총장
  - 경북대학교 부총장
  - 부산대학교 부총장
  - 경상국립대학교 부총장
  - 제주대학교 부총장
  - 강릉원주대학교 부총장
  - 공주대학교 부총장
  - 부경대학교 부총장
  - 한국교원대학교 부총장
  - 한국방송통신대학교 부총장
- 과학기술정보통신부 소속
  - 차관 (2명)
  - 과학기술혁신본부장
- 외교부 소속
  - 차관 (2명)
    - 한반도평화교섭본부장

  - 국립외교원장
  - 영국 주재 대한민국 대사
  - 프랑스 주재 대한민국 대사
  - 독일 주재 대한민국 대사
  - 벨기에 주재 대한민국 대사
  - 브라질 주재 대한민국 대사
  - 인도 주재 대한민국 대사
  - OECD 주재 대한민국 대사
  - 제네바 주재 대한민국 대표
- 통일부 소속
  - 차관
- 법무부 소속
  - 차관
  - 법무연수원장
- 국방부 소속
  - 차관
  - 군사안보지원사령관
  - 국방정보본부장
  - 국방대학교 총장
  - 합동참모차장
    - 합동참모본부 정보본부장
    - 합동참모본부 작전본부장
    - 합동참모본부 전략기획본부장
    - 합동참모본부 군사지원본부장

  - 육군참모차장
    - 육군인사사령관
    - 육군군수사령관
    - 육군교육사령관
    - 육군특수전사령관
    - 수도방위사령관
    - 항공작전사령관
    - 육군사관학교장
    - 지상작전사령부 부사령관
      - 수도군단장
      - 제1군단장
      - 제2군단장
      - 제3군단장
      - 제5군단장
      - 제7군단장
      - 제8군단장

    - 제2작전사령부 부사령관

  - 해군참모차장
    - 해군교육사령관
    - 해군작전사령관
    - 해군사관학교장

  - 공군참모차장
    - 공군교육사령관
    - 공군작전사령관
    - 공군사관학교장

  - 해병대사령관
- 행정안전부 소속
  - 차관
  - 재난안전관리본부장
  - 경찰위원회 상임위원
  - 황해도지사
  - 평안남도지사
  - 평안북도지사
  - 함경남도지사
  - 함경북도지사
- 국가보훈부 소속
  - 차관
- 문화체육관광부 소속
  - 차관 (2명)
  - 국립중앙박물관장
- 농림축산식품부 소속
  - 차관
- 산업통상자원부 소속
  - 차관
  - 통상교섭본부장
- 보건복지부 소속
  - 차관
- 환경부 소속
  - 차관
- 고용노동부 소속
  - 차관
- 여성가족부 소속
  - 차관
- 국토교통부 소속
  - 차관 (2명)
- 해양수산부 소속
  - 차관
- 중소벤처기업부 소속
  - 차관

- 국세청 소속
  - 청장
- 관세청 소속
  - 청장
- 조달청 소속
  - 청장
- 통계청 소속
  - 청장
- 검찰청 소속
  - 대검찰청 차장검사
  - 서울고등검찰청 검사장
  - 대전고등검찰청 검사장
  - 대구고등검찰청 검사장
  - 부산고등검찰청 검사장
  - 광주고등검찰청 검사장
  - 수원고등검찰청 검사장

- 병무청 소속
  - 청장
- 방위사업청 소속
  - 청장
- 경찰청 소속
  - 청장
- 소방청 소속
  - 청장
- 문화재청 소속
  - 청장
- 농촌진흥청 소속
  - 청장
- 산림청 소속
  - 청장
- 특허청 소속
  - 청장
- 기상청 소속
  - 청장
- 행정중심복합도시건설청 소속
  - 청장
- 새만금개발청 소속
  - 청장
- 해양경찰청 소속
  - 청장
- 질병관리청 소속
  - 청장

- 독립기관
  - 국가인권위원회 상임위원 (3명)
  - 고위공직자범죄수사처장

### 법원소속기관
- 대법원장비서실장[2]
- 법원행정처 차장
- 사법연수원장
- 사법정책연구원장
  - 사법정책연구원 수석연구위원
- 법원공무원교육원장[3]
- 서울고등법원장
- 대전고등법원장
- 대구고등법원장
- 부산고등법원장
- 광주고등법원장
- 수원고등법원장
- 특허법원장

### 헌법재판소 소속기관
- 사무차장

### 선거관리위원회 소속기관
- 중앙선거관리위원회 사무차장
- 서울특별시선거관리위원회 위원장
- 부산광역시선거관리위원회 위원장
- 대구광역시선거관리위원회 위원장
- 인천광역시선거관리위원회 위원장
- 광주광역시선거관리위원회 위원장
- 대전광역시선거관리위원회 위원장
- 울산광역시선거관리위원회 위원장
- 세종특별자치시선거관리위원회 위원장
- 경기도선거관리위원회 위원장
- 강원도선거관리위원회 위원장
- 충청북도선거관리위원회 위원장
- 충청남도선거관리위원회 위원장
- 전라북도선거관리위원회 위원장
- 전라남도선거관리위원회 위원장
- 경상북도선거관리위원회 위원장
- 경상남도선거관리위원회 위원장
- 제주특별자치도선거관리위원회 위원장

### 지방정부

#### 지방입법기구
- 서울특별시의회의장
- 부산광역시의회의장
- 대구광역시의회의장
- 인천광역시의회의장
- 광주광역시의회의장
- 대전광역시의회의장
- 울산광역시의회의장
- 세종특별자치시의회의장
- 경기도의회의장
- 강원도의회의장
- 충청북도의회의장
- 충청남도의회의장
- 전라북도의회의장
- 전라남도의회의장
- 경상북도의회의장
- 경상남도의회의장
- 제주특별자치도의회의장

#### 지방행정기구
- 부산광역시장
- 대구광역시장
- 인천광역시장
- 광주광역시장
- 대전광역시장
- 울산광역시장
- 세종특별자치시장
  - 세종특별자치시감사위원회 위원장
- 경기도지사
- 강원도지사
- 충청북도지사
- 충청남도지사
- 전라북도지사
- 전라남도지사
- 경상북도지사
- 경상남도지사
- 제주특별자치도지사
- 서울특별시 부시장 (3명)

#### 지방교육기구
- 서울특별시교육감
- 부산광역시교육감
- 대구광역시교육감
- 인천광역시교육감
- 광주광역시교육감
- 대전광역시교육감
- 울산광역시교육감
- 세종특별자치시교육감
- 경기도교육감
- 강원도교육감
- 충청북도교육감
- 충청남도교육감
- 전라북도교육감
- 전라남도교육감
- 경상북도교육감
- 경상남도교육감
- 제주특별자치도교육감

#### 공립대학
- 서울시립대학교 교학부총장
- 서울시립대학교 대외협력부총장

## 고위공무원단 가등급 및 1급 상당 공무원

### 국회 소속기관
- 수석전문위원 (19명)
- 수석비서관 (4명)

- 국회사무처 소속
  - 대변인
  - 기획조정실장
  - 법제실장

- 국회도서관 소속
  - 의회정보실장
  - 법률정보실장

- 국회예산정책처 소속
  - 예산분석실장
  - 추계세제분석실장

- 국회입법조사처 소속
  - 정치행정조사실장
  - 경제산업조사실장

### 행정부 소속기관

#### 대통령 소속기관
- 감사원 소속
  - 사무차장 (2명)
  - 공직감찰본부장
  - 기획조정실장
  - 국민감사본부장

- 대통령비서실 소속
  - 총무비서관
  - 의전비서관
  - 제1부속비서관
  - 제2부속비서관
  - 연설기획비서관
  - 연설비서관
  - 국정기록비서관
  - 정무비서관
  - 자치발전비서관
  - 국정홍보비서관
  - 홍보기획비서관
  - 해외언론비서관
  - 민정비서관
  - 반부패비서관
  - 공직기강비서관
  - 법무비서관
  - 시민참여비서관
  - 사회조정비서관
  - 제도개혁비서관
  - 인사비서관
  - 균형인사비서관
  - 정책기획관
  - 정책조정비서관
  - 일자리기획비서관
  - 고용노동비서관
  - 중소벤처비서관
  - 자영업비서관
  - 경제정책비서관
  - 산업정책비서관
  - 통상비서관
  - 농어업비서관
  - 사회적경제비서관
  - 사회정책비서관
  - 교육비서관
  - 문화비서관
  - 주택도시비서관
  - 기후환경비서관
  - 여성가족비서관
  - 국정기획상황실장
  - 대변인
  - 춘추관장
  - 디지털소통센터장

- 국가안보실 소속
  - 국가위기관리센터장
  - 안보전략비서관
  - 국방개혁비서관
  - 평화군비통제비서관
  - 사이버정보비서관
  - 외교정책비서관
  - 통일정책비서관

- 대통령경호처 소속
  - 차장

- 방송통신위원회 소속
  - 사무처장

- 민주평화통일자문회의 소속
  - 기획조정관

- 특별감찰관실 소속
  - 특별감찰관보

#### 국무총리 소속기관
- 국무조정실 소속
  - 공직복무관리관
  - 총무기획관
  - 국정운영실장
  - 정부업무평가실장
  - 규제조정실장
  - 경제조정실장
  - 사회조정실장
  - 조세심판원장
  - 대테러센터장

- 국무총리비서실 소속
  - 정무실장
  - 민정실장
  - 공보실장

- 공정거래위원회 소속
  - 상임위원 (3명)
  - 사무처장

- 금융위원회 소속
  - 상임위원 (2명)
  - 사무처장
  - 증권선물위원회 상임위원
  - 금융정보분석원장

- 국민권익위원회 소속
  - 상임위원 (3명)
  - 기획조정실장
  - 중앙행정심판위원회 상임위원 (3명)

- 원자력안전위원회 소속
  - 상임위원

- 인사혁신처 소속
  - 차장
  - 소청심사위원회 상임위원 (4명)

- 법제처 소속
  - 차장

- 식품의약품안전처 소속
  - 차장
  - 식품의약품안전평가원장

#### 행정각부
- 기획재정부 소속
  - 차관보
  - 국제경제관리관
  - 재정관리관
  - 기획조정실장
  - 예산실장
  - 세제실장

- 교육부 소속
  - 차관보
  - 기획조정실장
  - 고등교육정책실장
  - 학교혁신지원실장
  - 교원소청심사위원회 위원장

- 과학기술정보통신부 소속
  - 과학기술혁신조정관
  - 기획조정실장
  - 연구개발정책실장
  - 정보통신정책실장
  - 국립중앙과학관장
  - 우정사업본부장

- 외교부 소속
  - 차관보
  - 대변인
  - 공공외교대사
  - 다자외교조정관
  - 경제외교조정관
  - 기후변화대사
  - 기획조정실장
  - 의전장
  - 재외동포영사실장
  - 국립외교원 외교안보연구소장
  - 미국, 중국, 일본, 러시아, UN, OECD, 영국, 프랑스, 독일, 벨기에, 브라질, 인도, 제네바 주재 대사 및 대표를 제외한 재외공관장

- 통일부 소속
  - 기획조정실장
  - 통일정책실장
  - 남북회담본부장
    - 상근회담대표 (정치·군사 분야 담당)

  - 북한이탈주민정착지원사무소장
  - 남북공동연락사무소 사무처장
  - 통일교육원장

- 법무부 소속
  - 기획조정실장
  - 법무실장
  - 검찰국장
  - 교정본부장
  - 출입국·외국인정책본부장
  - 법무연수원 기획부장

- 국방부 소속
  - 국방개혁실장
  - 기획조정실장
  - 국방정책실장
  - 인사복지실장
  - 전력자원관리실장

- 행정안전부 소속
  - 기획조정실장
  - 정부혁신조직실장
  - 지방자치분권실장
  - 지방재정경제실장
  - 안전정책실장
  - 재난관리실장
  - 재난협력실장
  - 전직대통령의 비서관 (3명 중 1명[4])
  - 지방자치인재개발원장
  - 국가기록원장
  - 정부청사관리본부장
  - 국립과학수사연구원장

- 국가보훈부 소속
  - 기획조정실장
  - 보훈심사위원회 위원장

- 문화체육관광부 소속
  - 차관보
  - 기획조정실장
  - 문화예술정책실장
  - 국제문화홍보정책실장[5]
  - 종무실장
  - 국민소통실장
  - 국립국어원장
  - 국립중앙도서관장
  - 대한민국역사박물관장
    - 학예연구실장

  - 국립아시아문화전당장

- 농림축산식품부 소속
  - 차관보
  - 기획조정실장
  - 식품산업정책실장
  - 농림축산검역본부장
  - 한국농수산대학 총장

- 산업통상자원부 소속
  - 통상차관보
  - 기획조정실장
  - 산업정책실장
  - 산업혁신성장실장
  - 에너지자원실장
  - 통상교섭실장
  - 무역투자실장
  - 신통상질서전략실장
  - 국가기술표준원장
  - 무역위원회 상임위원

- 보건복지부 소속
  - 기획조정실장
  - 보건의료정책실장
  - 사회복지정책실장
  - 인구정책실장
  - 국립정신건강센터장
  - 질병관리본부 국립보건연구원장

- 환경부 소속
  - 기획조정실장
  - 자연환경정책실장
  - 생활환경정책실장
  - 국립환경과학원장
  - 중앙환경분쟁조정위원회 위원장

- 고용노동부 소속
  - 기획조정실장
  - 고용정책실장
  - 노동정책실장
  - 중앙노동위원회 상임위원 (2명)
  - 서울지방노동위원회 위원장

- 여성가족부 소속
  - 기획조정실장
  - 청소년가족정책실장

- 국토교통부 소속
  - 기획조정실장
  - 국토도시실장
  - 주택토지실장
  - 교통물류실장
  - 항공정책실장
  - 중앙토지수용위원회 상임위원

- 해양수산부 소속
  - 기획조정실장
  - 해양정책실장
  - 수산정책실장
  - 중앙해양안전심판원장
  - 국립수산과학원장

- 중소벤처기업부 소속
  - 기획조정실장
  - 중소기업정책실장
  - 창업벤처혁신실장
  - 소상공인정책실장

#### 외청
- 국세청 소속
  - 차장
  - 서울지방국세청장
  - 중부지방국세청장
  - 부산지방국세청장

- 관세청 소속
  - 차장
  - 인천세관장

- 조달청 소속
  - 차장

- 통계청 소속
  - 차장

- 검찰청 소속
  - 대검찰청 기획조정부장
  - 대검찰청 반부패·강력부장
  - 대검찰청 형사부장
  - 대검찰청 공안부장
  - 대검찰청 공판송무부장
  - 대검찰청 과학수사부장
  - 대검찰청 인권부장
  - 대검찰청 감찰부장
  - 대검찰청 사무국장
  - 서울고등검찰청 차장검사
  - 서울중앙지방검찰청 검사장
  - 서울동부지방검찰청 검사장
  - 서울남부지방검찰청 검사장
  - 서울북부지방검찰청 검사장
  - 서울서부지방검찰청 검사장
  - 의정부지방검찰청 검사장
  - 인천지방검찰청 검사장
  - 춘천지방검찰청 검사장
  - 대전고등검찰청 차장검사
  - 대전지방검찰청 검사장
  - 청주지방검찰청 검사장
  - 대구고등검찰청 차장검사
  - 대구지방검찰청 검사장
  - 부산고등검찰청 차장검사
  - 부산지방검찰청 검사장
  - 울산지방검찰청 검사장
  - 창원지방검찰청 검사장
  - 광주고등검찰청 차장검사
  - 광주지방검찰청 검사장
  - 전주지방검찰청 검사장
  - 제주지방검찰청 검사장
  - 수원고등검찰청 차장검사
  - 수원지방검찰청 검사장 (2명)

- 병무청 소속
  - 차장

- 방위사업청 소속
  - 차장
  - 사업관리본부장
  - 계약관리본부장

- 경찰청 소속
  - 차장
  - 경찰대학장
  - 서울특별시경찰청장
  - 부산광역시경찰청장
  - 인천광역시경찰청장
  - 경기도남부경찰청장

- 소방청 소속
  - 차장

- 문화재청 소속
  - 차장

- 농촌진흥청 소속
  - 차장
  - 국립농업과학원장
  - 국립식량과학원장

- 산림청 소속
  - 차장
  - 국립산림과학원장

- 특허청 소속
  - 차장
  - 특허심판원장

- 기상청 소속
  - 차장

- 행정중심복합도시건설청 소속
  - 차장

- 새만금개발청 소속
  - 차장

- 해양경찰청 소속
  - 차장
  - 중부지방해양경찰청장

#### 독립기관
- 국가인권위원회 사무총장
- 고위공직자범죄수사처 차장

### 대법원 소속기관
고등법원 부장판사급이 이에 해당된다.
- 법원행정처 행정관리실장[6]
- 대법원장비서실장
- 수석재판연구관
- 선임재판연구관
- 기획조정실장
- 사법지원실장
- 사법정책실장
- 부원장
- 수석교수
- 법원도서관장
- 서울고등법원 부장판사 (80명)
  - 서울중앙지방법원장
  - 서울중앙지방법원 민사제1수석부장판사
  - 서울중앙지방법원 민사제2수석부장판사
  - 서울중앙지방법원 형사수석부장판사
- 서울가정법원장
  - 서울가정법원 수석부장판사
- 서울행정법원장
  - 서울행정법원 수석부장판사
- 서울회생법원장
  - 서울회생법원 수석부장판사
- 서울동부지방법원장
- 서울남부지방법원장
- 서울북부지방법원장
- 서울서부지방법원장
- 의정부지방법원장
- 인천지방법원장
  - 인천지방법원 수석부장판사
- 인천가정법원장
- 춘천지방법원장
- 대전고등법원 부장판사 (8명)
- 대전지방법원장
  - 대전지방법원 수석부장판사
- 대전가정법원장
- 청주지방법원장
- 대구고등법원 부장판사 (6명)
- 대구지방법원장
  - 대구지방법원 수석부장판사
- 대구가정법원장
- 부산고등법원 부장판사 (14명)
- 부산지방법원장
  - 부산지방법원 수석부장판사
- 부산가정법원장
- 울산지방법원장
- 창원지방법원장
- 광주고등법원 부장판사 (8명)
- 광주지방법원장
  - 광주지방법원 수석부장판사
- 광주가정법원장
- 전주지방법원장
- 제주지방법원장
- 수원고등법원 부장판사
- 수원지방법원장
  - 수원지방법원 수석부장판사
- 특허법원 부장판사 (5명)

### 헌법재판소 소속기관
- 헌법재판소장비서실장
- 기획조정실장
- 헌법재판연구원장

### 선거관리위원회 소속기관
- 중앙선거관리위원회 기획조정실장
- 중앙선거관리위원회 선거정책실장
- 서울특별시선거관리위원회 상임위원
- 부산광역시선거관리위원회 상임위원
- 대구광역시선거관리위원회 상임위원
- 인천광역시선거관리위원회 상임위원
- 광주광역시선거관리위원회 상임위원
- 대전광역시선거관리위원회 상임위원
- 울산광역시선거관리위원회 상임위원
- 세종특별자치시선거관리위원회 상임위원
- 경기도선거관리위원회 상임위원
- 강원도선거관리위원회 상임위원
- 충청북도선거관리위원회 상임위원
- 충청남도선거관리위원회 상임위원
- 전라북도선거관리위원회 상임위원
- 전라남도선거관리위원회 상임위원
- 경상북도선거관리위원회 상임위원
- 경상남도선거관리위원회 상임위원
- 제주특별자치도선거관리위원회 상임위원

### 지방정부

#### 지방입법기구
- 서울특별시의회 부의장 (2명)
  - 서울특별시의회 사무처장
- 부산광역시의회 부의장 (2명)
- 대구광역시의회 부의장 (2명)
- 인천광역시의회 부의장 (2명)
- 광주광역시의회 부의장 (2명)
- 대전광역시의회 부의장 (2명)
- 울산광역시의회 부의장 (2명)
- 세종특별자치시의회 부의장 (2명)
- 경기도의회 부의장 (2명)
- 강원도의회 부의장 (2명)
- 충청북도의회 부의장 (2명)
- 충청남도의회 부의장 (2명)
- 전라북도의회 부의장 (2명)
- 전라남도의회 부의장 (2명)
- 경상북도의회 부의장 (2명)
- 경상남도의회 부의장 (2명)
- 제주특별자치도의회 부의장 (2명)

#### 지방행정기구

##### 광역지방자치단체
- 서울특별시청 소속
  - 기획조정실장
  - 경제정책실장
  - 복지정책실장
  - 도시교통실장
  - 안전총괄실장
  - 도시재생실장
  - 여성가족정책실장
  - 소방재난본부장
  - 서울특별시도시기반시설본부장
  - 서울특별시상수도사업본부장
  - 서울특별시한강사업본부장

- 부산광역시청 소속
  - 부시장 (2명)
  - 부산진해경제자유구역청장

- 대구광역시청 소속
  - 부시장 (2명)
  - 대구경북경제자유구역청장

- 인천광역시청 소속
  - 부시장 (2명)
  - 인천광역시경제자유구역청장

- 광주광역시청 소속
  - 부시장 (2명)

- 대전광역시청 소속
  - 부시장 (2명)

- 울산광역시청 소속
  - 부시장 (2명)

- 세종특별자치시청 소속
  - 부시장 (2명)

- 경기도청 소속
  - 부지사 (3명)
  - 소방재난본부장
  - 경기도황해경제자유구역청장

- 강원도청 소속
  - 부지사 (2명)
  - 강원도 동해안권경제자유구역청장

- 충청북도청 소속
  - 부지사 (2명)
  - 충북경제자유구역청장

- 충청남도청 소속
  - 부지사 (2명)

- 전라북도청 소속
  - 부지사 (2명)

- 전라남도청 소속
  - 부지사 (2명)
  - 광양만권경제자유구역청장

- 경상북도청 소속
  - 부지사 (2명)

- 경상남도청 소속
  - 부지사 (2명)

- 제주특별자치도청 소속
  - 부지사 (2명)

##### 기초지방자치단체
시장
- 경기도 수원시장
- 경기도 고양시장
- 경기도 성남시장
- 경기도 용인시장
- 경기도 부천시장
- 경기도 안산시장
- 경기도 안양시장
- 경기도 남양주시장
- 경기도 화성시장
- 충청북도 청주시장
- 충청남도 천안시장
- 전라북도 전주시장
- 경상북도 포항시장
- 경상남도 창원시장
- 경상남도 김해시장

구청장
- 서울특별시 노원구청장
- 서울특별시 강서구청장
- 서울특별시 관악구청장
- 서울특별시 강남구청장
- 서울특별시 송파구청장
- 대구광역시 달서구청장
- 인천광역시 남동구청장
- 인천광역시 부평구청장

#### 지방교육기구
- 서울특별시교육청 부교육감

## 고위공무원단 나등급 및 2-3급 상당 공무원

### 국회 소속기관
- 전문위원 (20명)
- 입법심의관 (1명)
- 비서관 (8명)

- 국회사무처 소속
  - 홍보기획관
  - 감사관
  - 경호기획관
  - 비상계획관
  - 입법정보화심의관
  - 의사국장
  - 국제국장
  - 관리국장
  - 방송국장
  - 의정연수원장
    - 교수 (2명)

- 국회도서관 소속
  - 기획관리관
  - 정보관리국장
  - 정보봉사국장
  - 국회기록보존소장

- 국회예산정책처 소속
  - 기획관리관
  - 사업평가심의관
  - 조세분석심의관
  - 경제분석국장

- 국회입법조사처 소속
  - 기획관리관
  - 정치행정조사심의관
  - 사회문화조사실장

### 행정부 소속기관

#### 대통령 소속기관
- 감사원 소속
  - 감찰관
  - 심사관리관
  - 대변인
  - 재정·경제감사국장
  - 산업·금융감사국장
  - 국토·해양감사국장
  - 공공기관감사국장
  - 사회·복지감사국장
  - 행정·안전감사국장
  - 지방행정감사제1국장
  - 지방행정감사제2국장
  - 특별조사국장
  - 감사청구조사국장
  - 원장비서실장
  - 심의실장
  - 전략감사단장
  - 시설안전감사단장
  - 국방감사단장
  - 공공감사운영단장
  - 민원조사단장
  - 정보관리단장
  - 적극행정지원단장
  - 감사교육원 교육운영부장
  - 감사연구원 연구부장

- 대통령비서실 소속
  - 선임행정관

- 대통령경호처 소속
  - 기획관리실장
  - 경호본부장
  - 경비안전본부장
  - 경호지원단장
  - 경호안전교육원장

- 방송통신위원회 소속
  - 기획조정관
  - 방송정책국장
  - 이용자정책국장
  - 방송기반국장

- 민주평화통일자문회의 소속
  - 통일정책자문국장
  - 위원활동지원국장

- 개인정보 보호위원회 소속
  - 사무국장
    - 조사조정관

#### 국무총리 소속기관
- 국무조정실 소속
  - 법무감사담당관
  - 기획총괄정책관
  - 일반행정정책관
  - 외교안보정책관
  - 개발협력정책관
  - 국정과제관리관
  - 평가관리관
  - 성과관리정책관
  - 규제총괄정책관
  - 규제심사관리관
  - 재정금융기후정책관
  - 산업통상미래정책관
  - 농림국토해양정책관
  - 제주특별자치도정책관
  - 사회복지정책관
  - 교육문화여성정책관
  - 안전환경정책관
  - 고용식품의약정책관
  - 조세심판원 상임조세심판관 (6명)
  - 대테러센터 대테러정책관

- 국무총리비서실 소속
  - 의전비서관
  - 정무기획비서관
  - 정무운영비서관
  - 민정민원비서관
  - 시민사회비서관
  - 공보기획비서관
  - 공보협력비서관
  - 연설비서관

- 공정거래위원회 소속
  - 대변인
  - 심판관리관
  - 기획조정관
  - 경쟁정책국장
    - 시장구조개선정책관

  - 기업집단국장
  - 소비자정책국장
  - 시장감시국장
  - 카르텔조사국장
  - 기업거래정책국장
    - 유통정책관

  - 서울지방공정거래사무소장

- 금융위원회 소속
  - 대변인
  - 기획조정관
  - 금융소비자국장
    - 자본시장정책관

  - 금융정책국장
    - 구조개선정책관

  - 금융산업국장
    - 금융혁신기획단장

- 국민권익위원회 소속
  - 대변인
  - 부패방지국장
  - 심사보호국장
  - 고충처리국장
    - 고충민원심의관

  - 행정심판국장
    - 행정심판심의관
- 권익개선정책국장
  - 서울종합민원사무소장

- 원자력안전위원회 소속
  - 기획조정관
  - 안전정책국장
  - 방사선방재국장

- 인사혁신처 소속
  - 인재정보기획관
  - 기획조정관
  - 공무원노사협력관
  - 재해보상정책관
  - 인재채용국장
  - 인사혁신국장
  - 인사관리국장
  - 윤리복무국장
  - 국가공무원인재개발원 기획부장
  - 국가공무원인재개발원 리더십개발부장
  - 국가공무원인재개발원 글로벌교육부장
  - 국가공무원인재개발원 연구개발센터장

- 법제처 소속
  - 기획조정관
  - 법제정책국장
  - 행정법제국장
    - 법제심의관

  - 경제법제국장
    - 법제심의관 (2명)

  - 사회문화법제국장
    - 법제심의관

  - 법령해석국장
  - 법제지원국장

- 식품의약품안전처 소속
  - 기획조정관
  - 소비자위해예방국장
  - 식품안전정책국장
    - 식품기준기획관

  - 수입식품안전정책국장
  - 식품소비안전국장
  - 의약품안전국장
  - 바이오생약국장
  - 의료기기안전국장
  - 식품의약품안전평가원 식품위해평가부장
  - 식품의약품안전평가원 의약품심사부장
  - 식품의약품안전평가원 바이오생약심사부장
  - 식품의약품안전평가원 의료기기심사부장
  - 식품의약품안전평가원 의료제품연구부장
  - 식품의약품안전평가원 독성평가연구부장
  - 서울지방식품의약품안전청장
  - 부산지방식품의약품안전청장
  - 대구지방식품의약품안전청장
  - 경인지방식품의약품안전청장
  - 광주지방식품의약품안전청장
  - 대전지방식품의약품안전청장

- 사행산업통합감독위원회 소속
  - 사무처장

#### 행정각부
- 기획재정부 소속
  - 대변인
  - 감사관
  - 장관비서관
  - 장관정책보좌관 (3명 중 1명[7])
  - 정책기획관
  - 비상안전기획관
  - 예산총괄심의관
  - 사회예산심의관
  - 경제예산심의관
  - 복지안전예산심의관
  - 행정국방예산심의관
  - 조세총괄정책관
  - 소득법인세정책관
  - 재산소비세정책관
  - 관세정책관
  - 경제정책국장
    - 민생경제정책관

  - 정책조정국장
    - 혁신성장정책관

  - 경제구조개혁국장
  - 장기전략국장
  - 국고국장
    - 국유재산심의관

  - 재정혁신국장
    - 재정기획심의관

  - 재정관리국장
    - 재정성과심의관

  - 공공정책국장
    - 공공혁신심의관

  - 국제금융국장
    - 국제금융심의관

  - 대외경제국장
  - 개발금융국장
  - 복권위원회사무처장

- 교육부 소속
  - 대변인
  - 장관정책보좌관 (2명 중 1명[8])
  - 사회정책협력관
  - 감사관
  - 정책기획관
  - 국제협력관
  - 고등교육정책관
  - 대학학술정책관
  - 직업교육정책관
  - 학교혁신정책관
  - 교육과정정책관
  - 교육복지정책국장
  - 학생지원국장
  - 평생미래교육국장
  - 교육안전정보국장
  - 지방교육자치강화추진단 부단장
  - 국사편찬위원회 편사부장
  - 중앙교육연수원장
  - 교원소청심사위원회 상임위원
  - 국립국제교육원장
  - 국립특수교육원장
  - 대한민국학술원 사무국장
  - 강릉원주대학교 사무국장
  - 강원대학교 사무국장
  - 경북대학교 사무국장
  - 경상국립대학교 사무국장
  - 공주대학교 사무국장
  - 군산대학교 사무국장
  - 목포대학교 사무국장
  - 부경대학교 사무국장
  - 부산대학교 사무국장
  - 순천대학교 사무국장
  - 안동대학교 사무국장
  - 전남대학교 사무국장
  - 전북대학교 사무국장
  - 제주대학교 사무국장
  - 창원대학교 사무국장
  - 충남대학교 사무국장
  - 충북대학교 사무국장
  - 한국교원대학교 사무국장

- 과학기술정보통신부 소속
  - 대변인
  - 감사관
  - 장관정책보좌관 (2명 중 1명[8])
  - 정책기획관
  - 국제협력관
  - 비상안전기획관
  - 기초원천연구정책관
  - 거대공공연구정책관
  - 과학기술일자리혁신관
  - 인터넷융합정책관
  - 정보통신산업정책관
  - 소프트웨어정책관
  - 정보보호정책관
  - 미래인재정책국장
  - 방송진흥정책국장
  - 통신정책국장
  - 전파정책국장
  - 과학기술정책국장
  - 연구개발투자심의국장
  - 성과평가정책국장
  - 국립전파연구원장
  - 중앙전파관리소장
    - 서울전파관리소장

  - 국립중앙과학관 전시연구단장
  - 국립과천과학관장
    - 전시연구단장

  - 우정사업본부 경영기획실장
  - 우정사업본부 우편사업단장
  - 우정사업본부 예금사업단장
  - 우정사업본부 보험사업단장
  - 우정공무원교육원장
  - 우정사업정보센터장
  - 서울지방우정청장
  - 경인지방우정청장
  - 부산지방우정청장
  - 충청지방우정청장
  - 전남지방우정청장
  - 경북지방우정청장
  - 전북지방우정청장
  - 강원지방우정청장

- 외교부 소속
  - 부대변인
  - 외교전략기획관
  - 감사관
  - 장관정책보좌관
  - 국제안보대사
  - 원자력·비확산외교기획관
  - 조정기획관
  - 인사기획관
  - 정보관리기획관
  - 의전기획관
  - 재외동포영사기획관
  - 해외안전관리기획관
  - 동북아시아국장
    - 심의관

  - 남아시아태평양국장
    - 심의관

  - 북미국장
    - 심의관

  - 중남미국장
    - 심의관

  - 유럽국장
    - 심의관

  - 아프리카중동국장
    - 심의관

  - 국제기구국장
  - 개발협력국장
  - 국제법률국장
    - 심의관

  - 공공문화외교국장
  - 재외동포영사국장
    - 심의관

  - 국제경제국장
  - 양자경제외교국장
    - 심의관

  - 기후환경과학외교국장
  - 북핵외교기획단장
  - 평화외교기획단장
  - 국립외교원 경력교수 (2명)
  - 국립외교원 기획부장
  - 국립외교원 교수부장
  - 국립외교원 외교안보연구소 연구부장 (5명 중 2명[9])

- 통일부 소속
  - 대변인
  - 장관정책보좌관 (2명 중 1명[8])
  - 감사담당관
  - 정책기획관
  - 통일정책협력관
  - 정세분석국장
  - 교류협력국장
  - 인도협력국장
  - 남북협력지구발전기획단장
  - 남북회담본부 상근회담대표 (경제·사회문화 분야 담당)
  - 남북회담본부 회담기획부장
  - 남북회담본부 회담운영부장
  - 남북출입사무소장
  - 개성공단 남북공동위원회 사무처장
  - 북한인권기록센터장
  - 통일교육원 교육기획부장
  - 통일교육원 교육협력부장

- 법무부 소속
  - 대변인
  - 감찰관
  - 장관정책보좌관 (2명 중 1명[8])
  - 정책기획관
  - 비상안전기획관
  - 법무심의관
  - 범죄예방정책국장
  - 인권국장
  - 교정정책단장
  - 보안정책단장
  - 출입국정책단장
  - 국적·통합정책단장
  - 법무연수원 연구위원 (4명)
  - 법무연수원 교정연수부장
  - 법무연수원 용인분원장
  - 서울지방교정청장
    - 서울구치소장
    - 서울남부구치소장
    - 서울동부구치소장
    - 수원구치소장
    - 인천구치소장
    - 안양교도소장

  - 대구지방교정청장
    - 부산구치소장
    - 대구교도소장
    - 경북북부제1교도소장

  - 대전지방교정청장
    - 대전교도소장

  - 광주지방교정청장
    - 광주교도소장

  - 치료감호소장
    - 의료부장

  - 서울소년원장
  - 서울소년분류심사원장
  - 보호관찰심사위원회 상임위원 (2명)
  - 서울보호관찰소장
  - 인천공항출입국·외국인청장
  - 서울출입국·외국인청장
  - 부산출입국·외국인청장

- 국방부 소속
  - 군사보좌관
  - 대변인
  - 장관정책보좌관 (3명 중 1명[7])
  - 군구조개혁추진관
  - 국방운영개혁추진관
  - 군공항이전사업단장
  - 법무관리관
  - 감사관
  - 기획관리관
  - 계획예산관
  - 정보화기획관
  - 정책기획관
  - 국제정책관
  - 대북정책관
  - 인사기획관
  - 동원기획관
  - 보건복지관
  - 군수관리관
  - 군사시설기획관
  - 전력정책관
  - 국립서울현충원장
  - 국방홍보원장
  - 국방전산정보원장

- 행정안전부 소속
  - 대변인
  - 장관정책보좌관 (3명 중 1명[7])
  - 의정관
  - 감사관
  - 인사기획관
  - 정책기획관
  - 국제행정협력관
  - 비상안전기획관
  - 정부혁신기획관
  - 조직정책관
  - 공공서비스정책관
  - 지방행정정책관
  - 자치분권정책관
  - 지역혁신정책관
  - 지역발전정책관
  - 지방재정정책관
  - 지방세제정책관
  - 지역경제지원관
  - 안전관리정책관
  - 생활안전정책관
  - 예방안전정책관
  - 재난관리정책관
  - 재난대응정책관
  - 재난복구정책관
  - 재난협력정책관
  - 사회재난대응정책관
  - 중앙재난안전상황실장
  - 전자정부국장
    - 정보기반보호정책관

  - 비상대비정책국장
    - 민방위심의관

  - 전직대통령의 비서관 (3명 중 2명[10])
  - 전직대통령 배우자의 비서관
  - 지방자치인재개발원 기획부장
  - 지방자치인재개발원 교수부장
  - 국가기록원 기록정책부장
  - 국가기록원 기록관리부장
  - 국가기록원 기록서비스부장
  - 국가기록원 대통령기록관장
  - 정부청사관리본부 청사시설기획관
  - 서울청사관리소장
  - 과천청사관리소장
  - 대전청사관리소장
  - 국가민방위재난안전교육원장
  - 주민등록번호변경위원회 사무국장
  - 국립과학수사연구원 법생화학부장
  - 국립과학수사연구원 법공학부장
  - 서울과학수사연구소장
  - 국가정보자원관리원장
    - 운영기획관
    - 광주정부통합전산센터장

  - 국립재난안전연구원장

- 국가보훈부 소속
  - 대변인
  - 정책보좌관
  - 보훈단체협력관
  - 국제협력관
  - 보상정책국장
  - 보훈선양국장
  - 보훈예우국장
  - 복지증진국장
  - 제대군인국장
  - 국립대전현충원장
  - 서울지방보훈청장
  - 부산지방보훈청장
  - 대전지방보훈청장
  - 대구지방보훈청장
  - 광주지방보훈청장
  - 보훈심사위원회 상임위원 (4명)

- 문화체육관광부 소속
  - 대변인
  - 감사관
  - 장관정책보좌관
  - 정책기획관
  - 비상안전기획관
  - 문화정책관
  - 예술정책관
  - 지역문화정책관
  - 국제문화정책관[11]
  - 해외홍보정책관[12]
  - 콘텐츠정책국장
  - 저작권국장
  - 미디어정책국장
  - 소통정책관
  - 소통지원관
  - 디지털소통관
  - 체육국장
    - 체육협력관

  - 관광정책국장
    - 관광산업정책관

  - 옛전남도청복원추진단장
  - 한국예술종합학교 사무국장
  - 국립중앙박물관 기획운영단장
  - 국립중앙박물관 학예연구실장
  - 국립중앙박물관 교육문화교류단장
  - 국립경주박물관장
  - 국립광주박물관장
  - 국립전주박물관장
  - 국립국어원 기획연수부장
  - 국립국어원 어문연구실장
  - 국립중앙도서관 기획연수부장
  - 국립중앙도서관 자료관리부장
  - 국립중앙도서관 디지털자료운영부장
  - 국립중앙도서관 국립어린이청소년도서관장
  - 국립국악원장
    - 기획운영단장
    - 국악연구실장

  - 국립민속박물관장
  - 국립한글박물관장
  - 국립중앙극장장
  - 국립현대미술관장
  - 한국정책방송원장
  - 대한민국예술원 사무국장

- 농림축산식품부 소속
  - 대변인
  - 장관정책보좌관 (2명 중 1명[8])
  - 감사관
  - 정책기획관
  - 비상안전기획관
  - 식품산업정책관
  - 유통소비정책관
  - 농업생명정책관
  - 농촌정책국장
  - 농업정책국장
    - 식량정책관

  - 국제협력국장
  - 축산정책국장
  - 방역정책국장
  - 농림축산검역본부 동물질병관리부장
  - 농림축산검역본부 식물검역부장
  - 농림축산검역본부 동식물위생연구부장
  - 농림축산검역본부 인천공항지역본부장
  - 농림축산검역본부 영남지역본부장
  - 국립농산물품질관리원장
  - 농식품공무원교육원장
  - 국립종자원장

- 산업통상자원부 소속
  - 대변인
  - 감사관
  - 장관정책보좌관 (3명 중 1명[7])
  - 정책기획관
  - 비상안전기획관
  - 산업정책관
  - 소재부품산업정책관
  - 제조산업정책관
  - 산업기술융합정책관
  - 지역경제정책관
  - 중견기업정책관
  - 에너지혁신정책관
  - 자원산업정책관
  - 원전산업정책관
  - 자유무역협정정책관
  - 자유무역협정교섭관
  - 무역정책관
  - 투자정책관
  - 통상국내정책관
  - 신통상질서정책관
  - 신통상질서협력관
  - 통상정책국장
  - 통상협력국장
  - 국가기술표준원 표준정책국장
  - 국가기술표준원 제품안전정책국장
  - 국가기술표준원 적합성정책국장
  - 국가기술표준원 기술규제대응국장
  - 경제자유구역기획단장
  - 무역위원회 무역조사실장

- 보건복지부 소속
  - 대변인
  - 장관정책보좌관 (2명 중 1명[8])
  - 감사관
  - 정책기획관
  - 국제협력관
  - 비상안전기획관
  - 보건의료정책관
  - 공공보건정책관
  - 한의약정책관
  - 복지정책관
  - 복지행정지원관
  - 사회서비스정책관
  - 인구아동정책관
  - 노인정책관
  - 보육정책관
  - 건강보험정책국장
    - 의료보장심의관

  - 건강정책국장
  - 보건산업정책국장
    - 해외의료사업지원관

  - 장애인정책국장
  - 연금정책국장
  - 사회보장위원회 사무국장
  - 국립나주병원장
  - 국립부곡병원장
  - 국립춘천병원장
  - 국립공주병원장
  - 국립소록도병원장
  - 국립마산병원장
  - 국립목포병원장
  - 질병관리본부 기획조정부장
  - 질병관리본부 긴급상황센터장
  - 질병관리본부 감염병관리센터장
  - 질병관리본부 감염병분석센터장
  - 질병관리본부 질병예방센터장
  - 질병관리본부 국립보건연구원 감염병연구센터장
  - 질병관리본부 국립보건연구원 생명의과학센터장
  - 질병관리본부 국립보건연구원 유전체센터장
  - 질병관리본부 국립인천공항검역소장
  - 국립재활원장
    - 재활병원부장

- 환경부 소속
  - 대변인
  - 장관정책보좌관 (2명 중 1명[8])
  - 감사관
  - 정책기획관
  - 자연보전정책관
  - 자원순환정책관
  - 환경경제정책관
  - 대기환경정책관
  - 기후변화정책관
  - 환경보건정책관
  - 물환경정책국장
    - 상하수도정책관

  - 수자원정책국장
  - 국립환경과학원 환경건강연구부장
  - 국립환경과학원 기후대기연구부장
  - 국립환경과학원 물환경연구부장
  - 국립환경과학원 환경자원연구부장
  - 국립환경과학원 환경기반연구부장
  - 국립환경인력개발원장
  - 온실가스 종합정보센터장
  - 한강유역환경청장
  - 낙동강유역환경청장
  - 금강유역환경청장
  - 영산강유역환경청장
  - 원주지방환경청장
  - 대구지방환경청장
  - 새만금지방환경청장
  - 수도권대기환경청장
  - 한강홍수통제소장
  - 국립생물자원관장
    - 생물자원연구부장
    - 생물자원활용부장

  - 화학물질안전원장

- 고용노동부 소속
  - 대변인
  - 정책보좌관 (2명 중 1명[8])
  - 감사관
  - 정책기획관
  - 국제협력관
  - 노동시장정책관
  - 고용서비스정책관
  - 청년여성고용정책관
  - 고령사회인력정책관
  - 노사협력정책관
  - 근로기준정책관
  - 공공노사정책관
  - 직업능력정책국장
  - 산재예방보상정책국장
  - 고용보험심사위원회 상임위원
  - 서울지방고용노동청장
  - 중부지방고용노동청장
  - 부산지방고용노동청장
  - 대구지방고용노동청장
  - 광주지방고용노동청장
  - 대전지방고용노동청장
  - 중앙노동위원회 조정심판국장
  - 서울지방노동위원회 상임위원 (3명)
  - 부산지방노동위원회 위원장
    - 상임위원

  - 경기지방노동위원회 위원장
    - 상임위원 (2명)

  - 충남지방노동위원회 위원장
  - 전남지방노동위원회 위원장
  - 경북지방노동위원회 위원장
  - 경남지방노동위원회 위원장
  - 인천지방노동위원회 위원장
  - 울산지방노동위원회 위원장
  - 강원지방노동위원회 위원장
  - 충북지방노동위원회 위원장
  - 전북지방노동위원회 위원장
  - 최저임금위원회 상임위원
  - 산업재해보상보험재심사위원회 상임위원

- 여성가족부 소속
  - 대변인
  - 장관정책보좌관 (2명 중 1명[8])
  - 정책기획관
  - 청소년정책관
  - 가족정책관
  - 여성정책국장
  - 권익증진국장

- 국토교통부 소속
  - 대변인
  - 감사관
  - 장관정책보좌관 (3명 중 1명[7])
  - 정책기획관
  - 비상안전기획관
  - 국토정책관
  - 도시정책관
  - 건축정책관
  - 주택정책관
  - 주거복지정책관
  - 토지정책관
  - 국토정보정책관
  - 종합교통정책관
  - 물류정책관
  - 자동차관리관
  - 항공정책관
  - 항공안전정책관
  - 공항항행정책관
  - 건설정책국장
    - 기술안전정책관

  - 도로국장
  - 철도국장
    - 철도안전정책관

  - 서울지방국토관리청장
  - 원주지방국토관리청장
  - 대전지방국토관리청장
  - 익산지방국토관리청장
  - 부산지방국토관리청장
  - 서울지방항공청장
  - 부산지방항공청장
  - 국토지리정보원장
  - 항공교통본부장

- 해양수산부 소속
  - 대변인
  - 감사관
  - 장관정책보좌관 (2명 중 1명[8])
  - 정책기획관
  - 해양산업정책관
  - 해양환경정책관
  - 국제원양정책관
  - 수산정책관
  - 어업자원정책관
  - 어촌양식정책관
  - 해운물류국장
  - 해사안전국장
  - 항만국장
  - 국립수산물품질관리원장
  - 국립해양조사원장
  - 부산지방해양수산청장
    - 부산항건설사무소장

  - 인천지방해양수산청장
  - 여수지방해양수산청장
  - 마산지방해양수산청장
  - 중앙해양안전심판원 심판관 (4명)
  - 중앙해양안전심판원 수석조사관
  - 부산지방해양안전심판원장
  - 인천지방해양안전심판원장
  - 목포지방해양안전심판원장
  - 동해지방해양안전심판원장
  - 국립수산과학원 연구기획부장
  - 국립수산과학원 기반연구부장
  - 국립수산과학원 전략양식부장
  - 국립수산과학원 동해수산연구소장
  - 국립수산과학원 서해수산연구소장
  - 국립수산과학원 남해수산연구소장

- 중소벤처기업부 소속
  - 대변인
  - 장관정책보좌관
  - 해외시장정책관
  - 감사관
  - 정책기획관
  - 중소기업정책관
  - 성장지원정책관
  - 지역기업정책관
  - 창업진흥정책관
  - 벤처혁신정책관
  - 기술인재정책관
  - 소상공인정책관
  - 상생협력정책관
  - 서울지방중소벤처기업청장
  - 부산지방중소벤처기업청장
  - 대구·경북지방중소벤처기업청장
  - 광주·전남지방중소벤처기업청장
  - 경기지방중소벤처기업청장

#### 외청
- 국세청 소속
  - 기획조정관
  - 전산정보관리관
  - 감사관
  - 납세자보호관
  - 국제조세관리관
  - 징세법무국장
  - 개인납세국장
  - 법인납세국장
  - 자산과세국장
  - 조사국장
  - 소득지원국장
  - 국세공무원교육원장
  - 인천지방국세청장
  - 대전지방국세청장
  - 광주지방국세청장
  - 대구지방국세청장
  - 서울지방국세청 성실납세지원국장
  - 서울지방국세청 송무국장
  - 서울지방국세청 조사제1국장
  - 서울지방국세청 조사제2국장
  - 서울지방국세청 조사제3국장
  - 서울지방국세청 조사제4국장
  - 서울지방국세청 국제거래조사국장
  - 중부지방국세청 성실납세지원국장
  - 중부지방국세청 징세송무국장
  - 중부지방국세청 조사제1국장
  - 중부지방국세청 조사제2국장
  - 중부지방국세청 조사제3국장
  - 중부지방국세청 조사제4국장
  - 부산지방국세청 성실납세지원국장
  - 부산지방국세청 징세송무국장
  - 부산지방국세청 조사제1국장
  - 부산지방국세청 조사제2국장

- 관세청 소속
  - 기획조정관
  - 감사관
  - 자유무역협정집행기획관
  - 통관지원국장
  - 심사정책국장
  - 조사감시국장
  - 정보협력국장
  - 서울세관장
  - 부산세관장
  - 대구세관장
  - 광주세관장
  - 인천세관 수출입통관국장
  - 관세국경관리연수원장

- 조달청 소속
  - 기획조정관
  - 조달관리국장
  - 구매사업국장
  - 신기술서비스국장
  - 시설사업국장
  - 공공물자국장
  - 조달품질원장
  - 서울지방조달청장
  - 인천지방조달청장

- 통계청 소속
  - 기획조정관
  - 통계정책국장
  - 통계데이터허브국장
    - 통계서비스정책관

  - 경제통계국장
  - 사회통계국장
  - 조사관리국장
  - 통계교육원장
  - 통계개발원장
  - 경인지방통계청장
  - 동북지방통계청장
  - 호남지방통계청장

- 검찰청 소속
  - 각 지역 고등검찰청 사무국장들(2급 국장급)
  - 각 지역 지방검찰청 사무국장들(3급 국장급)
  - 대검찰청 수사정보정책관
  - 서울고등검찰청 부장검사 (4명)
  - 서울중앙지방검찰청 차장검사 (4명)
  - 서울동부지방검찰청 차장검사
  - 서울남부지방검찰청 차장검사 (2명)
  - 서울북부지방검찰청 차장검사
  - 서울서부지방검찰청 차장검사
  - 의정부지방검찰청 차장검사
  - 고양지청장
    - 고양지청 차장검사

  - 인천지방검찰청 차장검사 (2명)
  - 부천지청장
    - 부천지청 차장검사

  - 춘천지방검찰청 차장검사
  - 강릉지청장
  - 원주지청장
  - 대전고등검찰청 차장검사
  - 대전지방검찰청 차장검사
  - 홍성지청장
  - 서산지청장
  - 천안지청장
    - 천안지청 차장검사

  - 청주지방검찰청 차장검사
  - 충주지청장
  - 대구지방검찰청 차장검사 (2명)
  - 경주지청장
  - 김천지청장
  - 포항지청장
  - 서부지청장
    - 서부지청 차장검사

  - 부산지방검찰청 차장검사 (2명)
  - 동부지청장
    - 동부지청 차장검사

  - 서부지청장
    - 서부지청 차장검사

  - 울산지방검찰청 차장검사
  - 창원지방검찰청 차장검사
  - 진주지청장
  - 통영지청장
  - 마산지청장
  - 광주지방검찰청 차장검사
  - 목포지청장
  - 순천지청장
    - 순천지청 차장검사

  - 전주지방검찰청 차장검사
  - 군산지청장
  - 제주지방검찰청 차장검사
  - 성남지청장
    - 성남지청 차장검사

  - 여주지청장
  - 평택지청장
  - 안산지청장
    - 안산지청 차장검사

  - 안양지청장
    - 안양지청 차장검사

  - 서울중앙지방검찰청 부장검사 (34명)
  - 서울동부지방검찰청 부장검사 (9명)
  - 서울남부지방검찰청 부장검사 (11명)
  - 서울북부지방검찰청 부장검사 (8명)
  - 서울서부지방검찰청 부장검사 (8명)
  - 의정부지방검찰청 부장검사 (7명)
  - 인천지방검찰청 부장검사 (12명)
  - 수원지방검찰청 부장검사 (10명)
  - 춘천지방검찰청 부장검사 (2명)
  - 대전지방검찰청 부장검사 (8명)
  - 청주지방검찰청 부장검사 (3명)
  - 대구지방검찰청 부장검사 (10명)
  - 부산지방검찰청 부장검사 (9명)
  - 울산지방검찰청 부장검사 (6명)
  - 창원지방검찰청 부장검사 (5명)
  - 광주지방검찰청 부장검사 (8명)
  - 전주지방검찰청 부장검사 (3명)
  - 제주지방검찰청 부장검사 (3명)
  - 속초지청장
  - 영월지청장
  - 공주지청장
  - 논산지청장
  - 제천지청장
  - 영동지청장
  - 안동지청장
  - 상주지청장
  - 의성지청장
  - 영덕지청장
  - 밀양지청장
  - 거창지청장
  - 장흥지청장
  - 해남지청장
  - 정읍지청장
  - 남원지청장
  - 고양지청 부장검사 (4명)
  - 부천지청 부장검사 (4명)
  - 성남지청 부장검사 (4명)
  - 여주지청 부장검사
  - 평택지청 부장검사 (2명)
  - 안산지청 부장검사 (4명)
  - 안양지청 부장검사 (3명)
  - 강릉지청 부장검사
  - 원주지청 부장검사 (2명)
  - 홍성지청 부장검사
  - 서산지청 부장검사
  - 천안지청 부장검사 (3명)
  - 충주지청 부장검사
  - 경주지청 부장검사
  - 김천지청 부장검사 (2명)
  - 포항지청 부장검사 (2명)
  - 서부지청 부장검사 (3명)
  - 동부지청 부장검사 (3명)
  - 서부지청 부장검사 (3명)
  - 진주지청 부장검사 (2명)
  - 통영지청 부장검사 (2명)
  - 마산지청 부장검사 (2명)
  - 목포지청 부장검사 (2명)
  - 순천지청 부장검사 (3명)
  - 군산지청 부장검사 (2명)

- 병무청 소속
  - 기획조정관
  - 병역자원국장
  - 입영동원국장
  - 사회복무국장
  - 서울지방병무청장
  - 부산지방병무청장
  - 대구·경북지방병무청장
  - 경인지방병무청장
  - 광주·전남지방병무청장
  - 대전·충남지방병무청장
  - 강원지방병무청장
  - 충북지방병무청장
  - 전북지방병무청장

- 방위사업청 소속
  - 방위사업감독관
  - 기획조정관
  - 국제협력관
  - 감사관
  - 방위산업정책국장
  - 방위산업진흥국장
  - 국방기술보호국장
  - 사업관리본부 계획운영부장
  - 사업관리본부 지휘정찰사업부장
  - 사업관리본부 기동화력사업부장
  - 사업관리본부 함정사업부장
  - 사업관리본부 항공기사업부장
  - 사업관리본부 유도무기사업부장
  - 사업관리본부 한국형헬기사업단장
  - 사업관리본부 한국형전투기사업단장
  - 사업관리본부 차세대잠수함사업단장
  - 계약관리본부 계획지원부장
  - 계약관리본부 국제계약부장
  - 계약관리본부 무기체계계약부장
  - 계약관리본부 장비물자계약부장
  - 계약관리본부 원가회계검증단장

- 경찰청 소속
  - 기획조정관
  - 경무인사기획관
  - 감사관
  - 정보화장비정책관
  - 과학수사관리관
  - 생활안전국장
  - 수사국장
    - 수사기획관

  - 사이버안전국장
  - 교통국장
  - 경비국장
    - 대테러위기관리관

  - 정보국장
    - 정보심의관

  - 보안국장
  - 외사국장
  - 경찰대학 치안정책연구소장
    - 연구관 (2명)

  - 경찰인재개발원장
  - 중앙경찰학교장
  - 경찰병원장
    - 진료제1부장
    - 진료제2부장
    - 진료제3부장

  - 대구광역시경찰청장
  - 광주광역시경찰청장
  - 대전광역시경찰청장
  - 울산광역시경찰청장
  - 경기도북부경찰청장
  - 강원도경찰청장
  - 충청북도경찰청장
  - 충청남도경찰청장
  - 전라북도경찰청장
  - 전라남도경찰청장
  - 경상북도경찰청장
  - 경상남도경찰청장
  - 제주특별자치도경찰청장
  - 서울특별시경찰청 차장
  - 경기도남부경찰청 차장

- 소방청 소속
  - 기획조정관
  - 소방정책국장
  - 119구조구급국장
  - 중앙소방학교장
  - 중앙119구조본부장

- 문화재청 소속
  - 기획조정관
  - 문화재정책국장
  - 문화재보존국장
  - 문화재활용국장
  - 국립고궁박물관장
  - 국립무형유산원장
  - 국립문화재연구소장
  - 국립해양문화재연구소장
  - 궁능유적본부장

- 농촌진흥청 소속
  - 기획조정관
  - 연구정책국장
  - 농촌지원국장
  - 기술협력국장
  - 국립농업과학원 농업환경부장
  - 국립농업과학원 농업생물부장
  - 국립농업과학원 농산물안전성부장
  - 국립농업과학원 농업공학부장
  - 국립농업과학원 농업생명자원부장
  - 국립농업과학원 농식품자원부장
  - 국립식량과학원 중부작물부장
  - 국립식량과학원 남부작물부장
  - 국립원예특작과학원장
    - 원예작물부장
    - 인삼특작부장

  - 국립축산과학원장
    - 축산생명환경부장
    - 축산자원개발부장

- 산림청 소속
  - 기획조정관
  - 국제산림협력관
  - 산림산업정책국장
  - 산림복지국장
  - 산림보호국장
  - 산림교육원장
  - 산림항공본부장
  - 북부지방산림청장
  - 동부지방산림청장
  - 남부지방산림청장
  - 국립산림과학원 산림정책연구부장
  - 국립산림과학원 산림보전부장
  - 국립산림과학원 산림유전자원부장
  - 국립산림과학원 임산공학부장
  - 국립수목원장

- 특허청 소속
  - 기획조정관
  - 산업재산정책국장
  - 산업재산보호협력국장
  - 산업재산정보국장
  - 상표디자인심사국장
  - 특허심사기획국장
  - 디지털융합심사국장
  - 전기통신심사국장
  - 화학생명심사국장
  - 기계금속심사국장
  - 반도체심사추진단장
  - 특허심판원 심판장 (11명)
  - 국제지식재산연수원장

- 기상청 소속
  - 기획조정관
  - 예보국장
  - 관측기반국장
  - 기후과학국장
  - 기상서비스진흥국장
  - 지진화산국장
  - 수치모델링센터장
  - 수도권기상청장
  - 부산지방기상청장
  - 광주지방기상청장
  - 강원지방기상청장
  - 국립기상과학원장
  - 항공기상청장

- 행정중심복합도시건설청 소속
  - 기획조정관
  - 도시계획국장
  - 기반시설국장
  - 공공건축추진단장

- 새만금개발청 소속
  - 기획조정관
  - 개발전략국장
  - 개발사업국장

- 해양경찰청 소속
  - 기획조정관
    - 국제협력관

  - 경비국장
  - 구조안전국장
  - 수사정보국장
  - 해양오염방제국장
  - 장비기술국장
  - 해양경찰교육원장
  - 서해지방해양경찰청장
  - 남해지방해양경찰청장

#### 독립기관
- 국가인권위원회 소속
  - 기획조정관
  - 정책교육국장
  - 침해조사국장
  - 차별시정국장

### 대법원 소속기관
- 각급법원
  - 고양지원장
  - 부천지원장
  - 성남지원장
  - 여주지원장
  - 평택지원장
  - 안산지원장
  - 안양지원장
  - 강릉지원장
  - 원주지원장
  - 속초지원장
  - 영월지원장
  - 홍성지원장
  - 공주지원장
  - 논산지원장
  - 서산지원장
  - 천안지원장
  - 충주지원장
  - 제천지원장
  - 영동지원장
  - 대구서부지원장
  - 안동지원장
  - 경주지원장
  - 포항지원장
  - 김천지원장
  - 상주지원장
  - 의성지원장
  - 영덕지원장
  - 부산동부지원장
  - 부산서부지원장
  - 마산지원장
  - 진주지원장
  - 통영지원장
  - 밀양지원장
  - 거창지원장
  - 목포지원장
  - 장흥지원장
  - 순천지원장
  - 해남지원장
  - 군산지원장
  - 정읍지원장
  - 남원지원장
  - 서울중앙지방법원 부장판사 (100명)
  - 서울가정법원 부장판사 (8명)
  - 서울행정법원 부장판사 (11명)
  - 서울회생법원 부장판사 (5명)
  - 서울동부지방법원 부장판사 (21명)
  - 서울남부지방법원 부장판사 (25명)
  - 서울북부지방법원 부장판사 (20명)
  - 서울서부지방법원 부장판사 (18명)
  - 의정부지방법원 부장판사 (26명)
  - 인천지방법원 부장판사 (35명)
  - 인천가정법원 부장판사 (3명)
  - 수원지방법원 부장판사 (50명)
  - 춘천지방법원 부장판사 (13명)
  - 대전지방법원 부장판사 (35명)
  - 대전가정법원 부장판사
  - 청주지방법원 부장판사 (19명)
  - 대구지방법원 부장판사 (41명)
  - 대구가정법원 부장판사 (2명)
  - 부산지방법원 부장판사 (44명)
  - 부산가정법원 부장판사 (5명)
  - 울산지방법원 부장판사 (24명)
  - 창원지방법원 부장판사 (28명)
  - 광주지방법원 부장판사 (36명)
  - 광주가정법원 부장판사
  - 전주지방법원 부장판사 (21명)
  - 제주지방법원 부장판사 (12명)
  - 고양지원 부장판사 (10명)
  - 부천지원 부장판사 (8명)
  - 성남지원 부장판사 (11명)
  - 여주지원 부장판사 (2명)
  - 평택지원 부장판사 (4명)
  - 안산지원 부장판사 (9명)
  - 안양지원 부장판사 (6명)
  - 강릉지원 부장판사 (5명)
  - 원주지원 부장판사 (3명)
  - 홍성지원 부장판사
  - 서산지원 부장판사 (4명)
  - 천안지원 부장판사 (7명)
  - 충주지원 부장판사
  - 대구서부지원 부장판사 (8명)
  - 안동지원 부장판사
  - 경주지원 부장판사
  - 포항지원 부장판사 (4명)
  - 김천지원 부장판사 (4명)
  - 부산동부지원 부장판사 (7명)
  - 부산서부지원 부장판사 (5명)
  - 마산지원 부장판사 (4명)
  - 진주지원 부장판사 (5명)
  - 통영지원 부장판사 (3명)
  - 목포지원 부장판사 (4명)
  - 순천지원 부장판사 (7명)
  - 군산지원 부장판사 (4명)
  - 정읍지원 부장판사
  - 재판연구관(2-3급)

- 사법보좌관

- 법원행정처 소속
  - 윤리감사관
  - 인사총괄심의관
  - 인사운영심의관
  - 공보관
  - 안전관리관
  - 사법등기국장
  - 전산정보관리국장
  - 재판사무국장

- 사법연수원 소속
  - 사무국장

- 사법정책연구원 소속
  - 사무국장

- 법원공무원교육원 소속
  - 사무국장

- 법원도서관 소속
  - 사무국장
  - 조사심의관

- 각급법원
  - 서울고등법원 사무국장
  - 대전고등법원 사무국장
  - 대구고등법원 사무국장
  - 부산고등법원 사무국장
  - 광주고등법원 사무국장
  - 수원고등법원 사무국장
  - 특허법원 사무국장
  - 서울중앙지방법원 사무국장
  - 서울동부지방법원 사무국장
  - 서울남부지방법원 사무국장
  - 인천지방법원 사무국장
  - 대구지방법원 사무국장
  - 광주지방법원 사무국장

### 헌법재판소 소속기관
- 공보관
- 국제협력관
- 행정관리국장
- 심판사무국장
- 정보자료국장
- 헌법재판연구원 연구교수부장

### 선거관리위원회 소속기관
- 중앙선거관리위원회 감사관
- 중앙선거관리위원회 기획국장
- 중앙선거관리위원회 홍보국장
- 중앙선거관리위원회 정보자료국장
- 중앙선거관리위원회 선거국장
- 중앙선거관리위원회 법제국장
- 중앙선거관리위원회 조사국장
- 선거연수원장
- 서울특별시선거관리위원회 사무처장
- 부산광역시선거관리위원회 사무처장
- 대구광역시선거관리위원회 사무처장
- 인천광역시선거관리위원회 사무처장
- 광주광역시선거관리위원회 사무처장
- 대전광역시선거관리위원회 사무처장
- 울산광역시선거관리위원회 사무처장
- 세종특별자치시선거관리위원회 사무처장
- 경기도선거관리위원회 사무처장
- 강원도선거관리위원회 사무처장
- 충청북도선거관리위원회 사무처장
- 충청남도선거관리위원회 사무처장
- 전라북도선거관리위원회 사무처장
- 전라남도선거관리위원회 사무처장
- 경상북도선거관리위원회 사무처장
- 경상남도선거관리위원회 사무처장
- 제주특별자치도선거관리위원회 사무처장

### 지방정부

#### 지방입법기구
- 부산광역시의회 사무처장
- 대구광역시의회 사무처장
- 인천광역시의회 사무처장
- 광주광역시의회 사무처장
- 대전광역시의회 사무처장
- 울산광역시의회 사무처장
- 세종특별자치시의회 사무처장
- 경기도의회 사무처장
- 강원도의회 사무처장
- 충청북도의회 사무처장
- 충청남도의회 사무처장
- 전라북도의회 사무처장
- 전라남도의회 사무처장
- 경상북도의회 사무처장
- 경상남도의회 사무처장
- 제주특별자치도의회 사무처장

#### 지방행정기구

##### 광역지방자치단체
- 서울특별시청 소속
  - 대변인
  - 시민소통기획관
  - 서울특별시감사위원회 위원장
  - 비상기획관
  - 정책기획관
  - 경제기획관
  - 교통기획관
  - 문화본부장
  - 기후환경본부장
  - 행정국장
  - 재무국장
  - 평생교육국장
  - 관광체육국장
  - 시민건강국장
  - 도시계획국장
  - 주택건축국장
  - 푸른도시국장
  - 물순환안전국장
  - 서울특별시인재개발원장

- 부산광역시청 소속
  - 기획관리실장
  - 시민안전실장
  - 도시계획실장
  - 일자리경제본부장
  - 소방안전본부장
  - 부산광역시상수도사업본부장

- 대구광역시청 소속
  - 기획조정실장
  - 재난안전실장
  - 창조경제본부장

- 인천광역시청 소속
  - 기획조정실장
  - 시민안전본부장
  - 일자리경제본부장
  - 소방본부장
  - 인천경제자유구역청 차장

- 광주광역시청 소속
  - 기획조정실장
  - 시민안전실장

- 대전광역시청 소속
  - 기획조정실장
  - 시민안전실장

- 울산광역시청 소속
  - 기획조정실장
  - 시민안전실장

- 세종특별자치시청 소속
  - 기획조정실장
  - 시민안전국장

- 경기도청 소속
  - 기획조정실장
  - 도시주택실장
  - 균형발전기획실장
  - 경제실장
  - 안전관리실장
  - 농업기술원장

- 강원도청 소속
  - 기획조정실장
  - 재난안전실장
  - 농업기술원장

- 충청북도청 소속
  - 기획관리실장
  - 재난안전실장
  - 농업기술원장

- 충청남도청 소속
  - 기획조정실장
  - 재난안전실장
  - 소방본부장
  - 농업기술원장

- 전라북도청 소속
  - 기획조정실장
  - 도민안전실장
  - 농업기술원장

- 전라남도청 소속
  - 기획조정실장
  - 도민안전실장
  - 소방본부장
  - 농업기술원장

- 경상북도청 소속
  - 기획조정실장
  - 도민안전실장
  - 소방본부장
  - 농업기술원장

- 경상남도청 소속
  - 기획조정실장
  - 재난안전건설본부장
  - 농업기술원장

- 제주특별자치도청 소속
  - 기획조정실장
  - 안전관리실장
  - 제주특별자치도지방노동위원회 위원장
  - 제주시장
  - 서귀포시장

##### 기초지방자치단체
단체장
- 시장
  - 경기도 광명시장
  - 경기도 평택시장
  - 경기도 오산시장
  - 경기도 시흥시장
  - 경기도 군포시장
  - 경기도 의왕시장
  - 경기도 하남시장
  - 경기도 이천시장
  - 경기도 안성시장
  - 경기도 김포시장
  - 경기도 광주시장
  - 경기도 여주시장
  - 경기도 의정부시장
  - 경기도 구리시장
  - 경기도 파주시장
  - 경기도 양주시장
  - 경기도 포천시장
  - 강원도 춘천시장
  - 강원도 원주시장
  - 강원도 강릉시장
  - 충청북도 충주시장
  - 충청북도 제천시장
  - 충청남도 공주시장
  - 충청남도 보령시장
  - 충청남도 아산시장
  - 충청남도 서산시장
  - 충청남도 논산시장
  - 충청남도 당진시장
  - 전라북도 군산시장
  - 전라북도 익산시장
  - 전라북도 정읍시장
  - 전라남도 목포시장
  - 전라남도 여수시장
  - 전라남도 순천시장
  - 전라남도 광양시장
  - 경상북도 경주시장
  - 경상북도 김천시장
  - 경상북도 안동시장
  - 경상북도 구미시장
  - 경상북도 영주시장
  - 경상북도 영천시장
  - 경상북도 상주시장
  - 경상북도 경산시장
  - 경상남도 진주시장
  - 경상남도 통영시장
  - 경상남도 사천시장
  - 경상남도 밀양시장
  - 경상남도 거제시장
  - 경상남도 양산시장

- 군수
  - 경기도 양평군수
  - 경상북도 칠곡군수
  - 부산광역시 기장군수
  - 대구광역시 달성군수
  - 울산광역시 울주군수

- 구청장
  - 서울특별시 종로구청장
  - 서울특별시 중구청장
  - 서울특별시 용산구청장
  - 서울특별시 성동구청장
  - 서울특별시 광진구청장
  - 서울특별시 동대문구청장
  - 서울특별시 중랑구청장
  - 서울특별시 성북구청장
  - 서울특별시 강북구청장
  - 서울특별시 도봉구청장
  - 서울특별시 은평구청장
  - 서울특별시 서대문구청장
  - 서울특별시 마포구청장
  - 서울특별시 양천구청장
  - 서울특별시 구로구청장
  - 서울특별시 금천구청장
  - 서울특별시 영등포구청장
  - 서울특별시 동작구청장
  - 서울특별시 서초구청장
  - 부산광역시 중구청장
  - 부산광역시 서구청장
  - 부산광역시 동구청장
  - 부산광역시 영도구청장
  - 부산광역시 부산진구청장
  - 부산광역시 동래구청장
  - 부산광역시 남구청장
  - 부산광역시 북구청장
  - 부산광역시 해운대구청장
  - 부산광역시 사하구청장
  - 부산광역시 금정구청장
  - 부산광역시 연제구청장
  - 부산광역시 수영구청장
  - 부산광역시 사상구청장
  - 대구광역시 서구청장
  - 대구광역시 남구청장
  - 대구광역시 북구청장
  - 대구광역시 수성구청장
  - 인천광역시 중구청장
  - 인천광역시 남구청장
  - 인천광역시 연수구청장
  - 인천광역시 계양구청장
  - 인천광역시 서구청장
  - 광주광역시 서구청장
  - 광주광역시 남구청장
  - 광주광역시 북구청장
  - 광주광역시 광산구청장
  - 대전광역시 동구청장
  - 대전광역시 중구청장
  - 대전광역시 서구청장
  - 대전광역시 유성구청장
  - 대전광역시 대덕구청장
  - 울산광역시 중구청장
  - 울산광역시 남구청장
  - 울산광역시 동구청장
  - 울산광역시 북구청장

보조기관
- 부시장
  - 경기도 수원시 부시장 (2명)
  - 경기도 고양시 부시장 (2명)
  - 경기도 성남시 부시장
  - 경기도 용인시 부시장
  - 경기도 부천시 부시장
  - 경기도 안산시 부시장
  - 경기도 안양시 부시장
  - 경기도 남양주시 부시장
  - 경기도 화성시 부시장
  - 충청북도 청주시 부시장
  - 충청남도 천안시 부시장
  - 전라북도 전주시 부시장
  - 경상북도 포항시 부시장
  - 경상남도 창원시 부시장 (2명)
  - 경상남도 김해시 부시장

- 부구청장
  - 서울특별시 노원구 부구청장
  - 서울특별시 강서구 부구청장
  - 서울특별시 관악구 부구청장
  - 서울특별시 강남구 부구청장
  - 서울특별시 송파구 부구청장
  - 대구광역시 달서구 부구청장
  - 인천광역시 남동구 부구청장
  - 인천광역시 부평구 부구청장
  - 인천광역시 서구 부구청장

#### 지방교육기구
- 서울특별시교육청 소속
  - 기획조정실장
  - 서울특별시정독도서관장[13]

- 부산광역시교육청 소속
  - 부산광역시교육청 부교육감

- 대구광역시교육청 소속
  - 대구광역시교육청 부교육감

- 인천광역시교육청 소속
  - 인천광역시교육청 부교육감

- 광주광역시교육청 소속
  - 광주광역시교육청 부교육감

- 대전광역시교육청 소속
  - 대전광역시교육청 부교육감

- 울산광역시교육청 소속
  - 울산광역시교육청 부교육감

- 세종특별자치시교육청 소속
  - 세종특별자치시교육청 부교육감

- 경기도교육청 소속
  - 경기도교육청 부교육감 (2명)
  - 경기도교육청 기획조정실장

- 강원도교육청 소속
  - 강원도교육청 부교육감

- 충청북도교육청 소속
  - 충청북도교육청 부교육감

- 충청남도교육청 소속
  - 충청남도교육청 부교육감

- 전라북도교육청 소속
  - 전라북도교육청 부교육감

- 전라남도교육청 소속
  - 전라남도교육청 부교육감

- 경상북도교육청 소속
  - 경상북도교육청 부교육감

- 경상남도교육청 소속
  - 경상남도교육청 부교육감

- 제주특별자치도교육청 소속
  - 제주특별자치도교육청 부교육감